# Hadschin
Hadschin (arabisch هجين, DMG Haǧīn) ist eine Stadt im Osten Syriens. Sie zählt zum Distrikt al-Bukamal im Gouvernement Deir ez-Zor. Sie liegt linksseitig des Euphrat nahe der irakisch-syrischen Grenze.
Die Stadt geriet im Juli 2013 unter die Kontrolle des IS. Im November 2017 zogen sich hierhin Kämpfer des IS nach dem Fall von Ar-Raqqa zurück. Im November 2018 wurde ihre Anzahl auf noch 2000 Kämpfer geschätzt. Sie wurden von Einheiten der Demokratischen Kräfte Syriens belagert. Die Stadt war die letzte unter Kontrolle des IS. Mitte Dezember 2018 waren die Einheiten des SDF in die Stadt eingedrungen und der Ort wurde schließlich am 14. Dezember vom IS aufgegeben. Der US-amerikanische Präsident Donald Trump erklärte am 19. Dezember 2018 den IS für besiegt, was für Kritik der Verbündeten sorgte, weil der IS östlich der Stadt noch weitere kleine Dörfer und Ortschaften unter Kontrolle hatte.